# Pergalumna tsurusakii
Pergalumna tsurusakii är en kvalsterart som beskrevs av František Starý 2005. Pergalumna tsurusakii ingår i släktet Pergalumna och familjen Galumnidae. Inga underarter finns listade i Catalogue of Life.